# Yorck (film)
Pour plus de détails, voir Fiche technique et Distribution.
Yorck est un film allemand réalisé par Gustav Ucicky, sorti en 1931.

## Synopsis
La vie du général prussien Ludwig Yorck von Wartenburg, en particulier son refus de servir dans l’armée de Napoléon lors de l’invasion française de la Russie en 1812. 

## Fiche technique
- Titre : Yorck
- Réalisation : Gustav Ucicky
- Scénario : Robert Liebmann (en), Hans Müller et Arthur Pohl (en)
- Photographie : Carl Hoffmann
- Montage : Eduard von Borsody
- Musique : Werner Schmidt-Boelcke
- Pays d'origine : République de Weimar
- Format : Noir et blanc
- Genre : biographie
- Durée : 102 minutes
- Date de sortie : 1931

## Distribution
- Werner Krauss : Ludwig Yorck von Wartenburg
- Grete Mosheim : Barbara
- Rudolf Forster : Frédéric-Guillaume III
- Gustaf Gründgens : Karl August von Hardenberg
- Lothar Müthel : Carl von Clausewitz
- Friedrich Kayßler : Friedrich Kleist von Nollendorf
- Raoul Aslan : Étienne Macdonald
- Hans Rehmann (en) : Lieutenant Rüdiger Heyking
- Walter Janssen : Vicomte Noailles
- Günther Hadank (en) : Seydlitz
- Theodor Loos : Friedrich Erhard von Röder
- Paul Otto : Natzmer
- Otto Wallburg : Hans Karl von Diebitsch
- Jakob Tiedtke : Krause
- Gerhard Bienert
- Hans Brausewetter
- Carl Goetz
- Veit Harlan
- Arthur Mainzer
- Heinrich Schroth
- Jürgen von Alten